# El amor y la muerte
L'Amour et la mort
L'eau-forte El amor y la muerte (en français L'Amour et la mort) est une gravure de la série Los caprichos du peintre espagnol Francisco de Goya. Elle porte le numéro dix dans la série des 80 gravures. Elle a été publiée en 1799.

## Interprétations de la gravure
Il existe divers manuscrits contemporains qui expliquent les planches des Caprichos. Celui qui se trouve au Musée du Prado est considéré comme un autographe de Goya, mais semble plutôt chercher à dissimuler et à trouver un sens moralisateur qui masque le sens plus risqué pour l'auteur. Deux autres, celui qui appartient à Ayala et celui qui se trouve à la Bibliothèque nationale, soulignent la signification plus décapante des planches.
- Explication de cette gravure dans le manuscrit du Musée du Prado :
Ve aquí un amante de Calderón que por no saberse reír de su competidor muere en brazos de su querida y la pierde por su temeridad. No conviene sacar la espada muy a menudo. 
(Voici un amant de Calderón, qui pour ne pas avoir su rire de son rival, meurt dans les bras de sa chérie et la perd par sa témérité. Il n'est pas bon de tirer l'épée très souvent)[3].

- Manuscrit de Ayala :
No conviene sacar la espada muchas veces: los amores exponen a pendencias y desafíos.
(Il n'est pas bon de tirer l'épée très souvent : les amoureux s'exposent à des bagarres et des duels)[3].

- Manuscrit de la Bibliothèque nationale :
De los amores ilícitos, no se suelen seguir más que ruidos y pendencias.
(Des amours illicites, il ne sort d'habitude que des cris et des bagarres)[3].

## Technique de la gravure
Le caractère romantique de la scène est accentué par le duel près du mur. Il existe deux dessins préparatoires, le premier est un lavis rapide et énergique, dans le deuxième à la sanguine, l'expression des visages est exagérée de même que dans la gravure. Également dans cette deuxième dessin, la paroi a sa forme finale.
Il y a aussi un autre précédent à cette gravure, à savoir le dessin numéro 35 de l'album B. L'homme est appuyé contre le mur et la femme l'aide à se soutenir dans une posture beaucoup moins contrainte que dans la gravure. Toujours dans la gravure, les expressions des visages sont plus dramatisées.
On peut souligner la souplesse avec laquelle Goya utilise le crayon pour reproduire la faiblesse de l'homme blessé avec les bras pendants et le milieu du corps moyen affaissé. Les deux visages sont extrêmement angoissés. Celui du chevalier pressent la présence de la mort, celui de la femme traduit la douleur et la détresse. Goya a travaillé cette scène car en plus du premier dessin de l'Album B, il en a fait deux autres conservés au Musée du Prado et qui sont parmi les plus pathétiques qu'il ait jamais faits. Le dessin en sépia, exécuté en utilisant un crayon gras, a un dramatisme extrême.
Et dans la succession des dessins préparatoires, le mur a été réduit considérablement, donnant plus d'importance au couple et aussi l'épée, cause de la fin dramatique, a pris plus d'importance dans la scène dans l'angle inférieur.
L'estampe mesure 215 × 151 mm sur une feuille de papier de 306 × 201 mm.
Le premier dessin préparatoire est à la sanguine. Il mesure 206 × 145 mm. Dans l'angle inférieur gauche, au crayon : « 48 ».
Le second dessin préparatoire est à la sanguine avec des traces de crayon noir. Il mesure 196 × 141 mm. Au recto, angle inférieur gauche, à la plume, à l'encre : « 14 ». Au recto du 2e support, angle inférieur gauche, au crayon : « 47 ».

## Catalogue
- Numéro de catalogue G02098 de l'estampe au Musée du Prado.
- Numéro de catalogue D03948 du premier dessin préparatoire à la sanguine au Musée du Prado.
- Numéro de catalogue D03932 du second dessin préparatoire au Musée du Prado.
- Numéro de catalogue 51-1-10-10 au Musée Goya de Castres.